# どんどん焼け
どんどん焼け（どんどんやけ）とは、禁門の変にともない元治元年7月19日（1864年8月20日）に京都で発生した火災の通称。元治の大火（げんじの たいか）、鉄砲焼け（てっぽう やけ）ともいう。
手の施しようもなく見る間にどんどん焼け広がったさまから「どんどん焼け」の名が、また市街戦で鉄砲の音が鳴り響いたことから「鉄砲焼け」の名がついた。

## 概要
禁門の変にともない、長州藩邸（現在の京都ホテルオークラ）付近と堺町御門付近から出火した。
火の手は北東の風により延焼し、現在の京都御苑の西側から南東方向の広い範囲に広がり、約2万7000世帯を焼失した。
物的被害は焼失町数811町（全町数1459）、焼失戸数27,517軒（全戸数49,414軒）（『甲子雑録』）、人的被害は負傷者744名、死者340名（『連城紀聞』）を記録したが二条城や幕府関係の施設に被害は見られなかった。
なお、禁門の変の戦闘自体による人的被害は長州側が281名、会津･薩摩側が101名であった。

## 原因
従来はかわら版の記載にある通り、乃美織江ら長州兵が撤退時に河原町の長州藩邸に放火したことが原因とされていたが、西隣の寺町にある本能寺は長州藩邸制圧を狙った薩摩兵の砲撃により真っ先に焼け落ちており、北側の角倉邸、南側の加賀藩邸や対馬藩邸、東側の鴨川対岸が無事に火災を免れたことから「長州藩邸はすぐに鎮火されたが、敗残兵が逃げ込んだ鷹司邸や民家が福井藩、一橋慶喜勢、会津藩・薩摩藩兵、新選組らの砲撃により炎上し、その火が延焼した」可能性も浮上している。この際、敗残兵を匿っていないにもかかわらず日頃は勤皇派に協力的な施設も砲撃されている。なお鷹司邸は一橋勢が攻撃しているが、永倉新八の回顧録では大槻銀蔵が放火して長州兵を燻り出した新選組の手柄として記載されている。
国立歴史民俗博物館館長の宮地正人は「大火は、会津藩が長州残党を狩り出すため不必要におこなった放火が原因だ、との感情が強く」と町民からは評判の悪い会津と新選組が原因扱いされていたと指摘している。

## その後
幕府は京都市民の救済のために米を用意し払い下げを行ったが救済としての効果は低く、被災市民は幕府に不満を募らせることとなった。一方、騒乱を起こし敗残兵を匿うことで大火の原因となった長州藩に対しては恨む声よりも同情する声が強まった。京都から逃走中に尼崎で自害した長州藩士山本文之助は残念さんとして祀られ畿内から参詣人が相次いだ。幕府はこうした長州同情論を抑制すべく長州藩の罪状を記した制札を建てて長州藩を批判するとともに市民の長州藩への協力を禁止したが、後にこの制札が三条制札事件の要因となった。

## 影響
- 京都御苑自体は焼失を免れたが、市中が荒廃しきったため、明治天皇が東京に行幸する動機の1つとなったとされる[要出典]。
- 同時に勤皇派に協力的な勢力への弾圧が行われ東本願寺、本能寺など多くの寺院も焼失した。
- 西本願寺は敗残兵を匿ったがそれを目撃した新選組や会津兵が放火を示唆し恫喝を行った。一橋家が仲介して放火は免れたが、西本願寺は新選組屯所として北集会所や太鼓楼等の提供と移転費用の全額負担を認めさせられた。この新しい新選組屯所は不動堂村へ移転するまでの2年間利用された。
- 火災は、京都経済を支えてきた町衆に大きな打撃を与えた。町衆主導で行われてきた祇園祭は翌年中止、翌々年には復活するものの規模は縮小された。多くの山鉾が焼失するといった事情のほか、経済的な事情も大きかったものといわれる。その後30年ほどかけてほとんどの山鉾は復興したが、菊水鉾・綾傘鉾・大船鉾等、復興に非常に長い年月を要したものがある。鷹山に至っては196年後の2022年に復興した[8]。なお、布袋山はいまだ復興がなされていない。
- 六角獄舎に捕縛されていた囚人たち（平野国臣、水郡善之祐、古高俊太郎などもそのうちの1人）は、獄舎が類焼し逃亡することを恐れた役人により、判決が出ていない者が多数いたにもかかわらず斬首された（結局獄舎が火災に遭うことはなかった）。

## 参考・外部リンク
- 都市史25 蛤御門の変とどんどん焼け（京都市情報館）